# Jimbor (okręg Braszów)
Jimbor (węg. Székelyzsombor) – wieś w Rumunii, w okręgu Braszów, w gminie Homorod. W 2011 roku liczyła 467 mieszkańców.